# Сигналізація охоронна
Охоронна сигналізація — це система, призначена для виявлення вторгнень, таких як несанкціонований проникнення, в будівлю або інші приміщення, такі як будинок або школа. Охоронна сигналізація захищає від крадіжки зі зломом або пошкодження майна, а також від зловмисників. Прикладами є персональні системи, сповіщення про безпеку району, автомобільні сигналізації та тюремні сигналізації.
Деякі системи сигналізації виконують одну функцію — захист від крадіжки зі зломом; комбіновані системи забезпечують захист від пожежі та вторгнення. Системи сигналізації про вторгнення поєднуються із системами відеоспостереження (CCTV) для запису діяльності зловмисників та взаємодії із системами контролю доступу для електрично замкнених дверей. Існує багато типів систем безпеки. Домовласники зазвичай мають невеликі автономні шумогенератори. Ці пристрої також можуть бути складними багатофункціональними системами з комп'ютерним моніторингом та керуванням. Вони можуть навіть включати двосторонній голосовий зв'язок, який дозволяє зв'язок між панеллю та станцією моніторингу.